# ولاية تشين
ولاية تشين (ချင်းပြည်နယ်) هي إحدى ولايات ميانمار، واقعة في غرب البلاد. تبلغ مساحتها 36,019 كم مربع (13,907 ميل مربع)، ويحدها إقليم ساجينغ وشعبة ماجواي من الشرق، ولاية راخين من الجنوب، وبنغلاديش من الجنوب الغربي، وولايات ميزورام الهندية من الغرب ومانيبور إلى الشمال. بلغ عدد سكان ولاية تشين حوالي 478,801 نسمة في تعداد عام 2014. عاصمة الولاية هي هاخا. الولاية هي منطقة جبلية بها روابط نقل قليلة. وهي قليلة السكان ولا تزال من أقل المناطق نمواً في البلاد، وتعاني من أعلى معدلات الفقر في البلاد بنسبة 73% وفقًا للأرقام الصادرة من الاستطلاع الرسمي الأول. هناك 53 لغة وقبيلة مختلفة في الولاية. هناك تسع بلدات في ولاية تشين. في عام 1926، أصبحت جزءًا من مناطق باكوكو ضمن بورما البريطانية حتى 4 يناير 1948.